# Download.com
Download.com este un site web directoriu de descărcări pe internet, lansat în 1996 ca parte a CNET. Din 2008, compania CNET a fost preluată de CBS. Situl pune la dispoziție descărcarea de softuri aflate sub licență gratuită, versiuni de evaluare ("trial"), shareware, descărcarea de muzică a unor interpreți și compozitori debutanți și descărcarea de versiuni demonstrative ale jocurilor PC. Pentru a descărca fișiere, deținerea unui cont pe sit nu este necesară, deci înregistrarea este opțională.